# DBeaver
DBeaver是一个SQL客户端和数据库管理工具。对于关系数据库，它使用JDBC API通过JDBC驱动程序与数据库交互。对于其他数据库（NoSQL），它使用专有数据库驱动程序。它提供了一个编辑器，支持代码完成和語法突顯。它提供了一种插件体系结构（基于Eclipse插件体系结构），允许用户修改应用程序的大部分行为，以提供与数据库无关的针对数据库的功能或特性。这是一个用Java编写的基于Eclipse平台的桌面应用程序。
DBeaver的社区版是一个自由及开放源代码软件，在Apache许可证下分发。DBeaver的闭源企业版是在商业许可下分发的。
DBeaver 这个名字由 Database 和 Beaver（海狸） 结合而来。

## 支持的平台和语言
Dbeaver是一个跨平台工具，可以在Eclipse支持的平台（Windows、Linux、MacOS X、Solaris）上工作。有英语、中文、俄语、意大利语和德语五种语言。

## 功能
DBeaver功能包括：
- 执行SQL查询
- 具有大量特性的数据浏览器/编辑器
- 语法突显和SQL自动完成
- 数据库结构（元数据）浏览和编辑
- SQL脚本管理
- DDL生成
- ER模型呈现
- SSH隧道
- SSL支持（MySQL与PostgreSQL）
- 数据导出/迁移
- 导入、导出和备份数据（MySQL与PostgreSQL）
- 用于数据库测试的模拟数据生成[3]

不同数据库之间可用的特性存在差异。